# Ring-dinge-ding
Chansons représentant les Pays-Bas au Concours Eurovision de la chanson
Fernando en Filippo
(1966) Morgen
(1968)
Ring-dinge-ding est une chanson interprétée par la chanteuse Thérèse Steinmetz, sortie en 1967 en 45 tours. C'est la chanson représentant les Pays-Bas au Concours Eurovision de la chanson 1967.

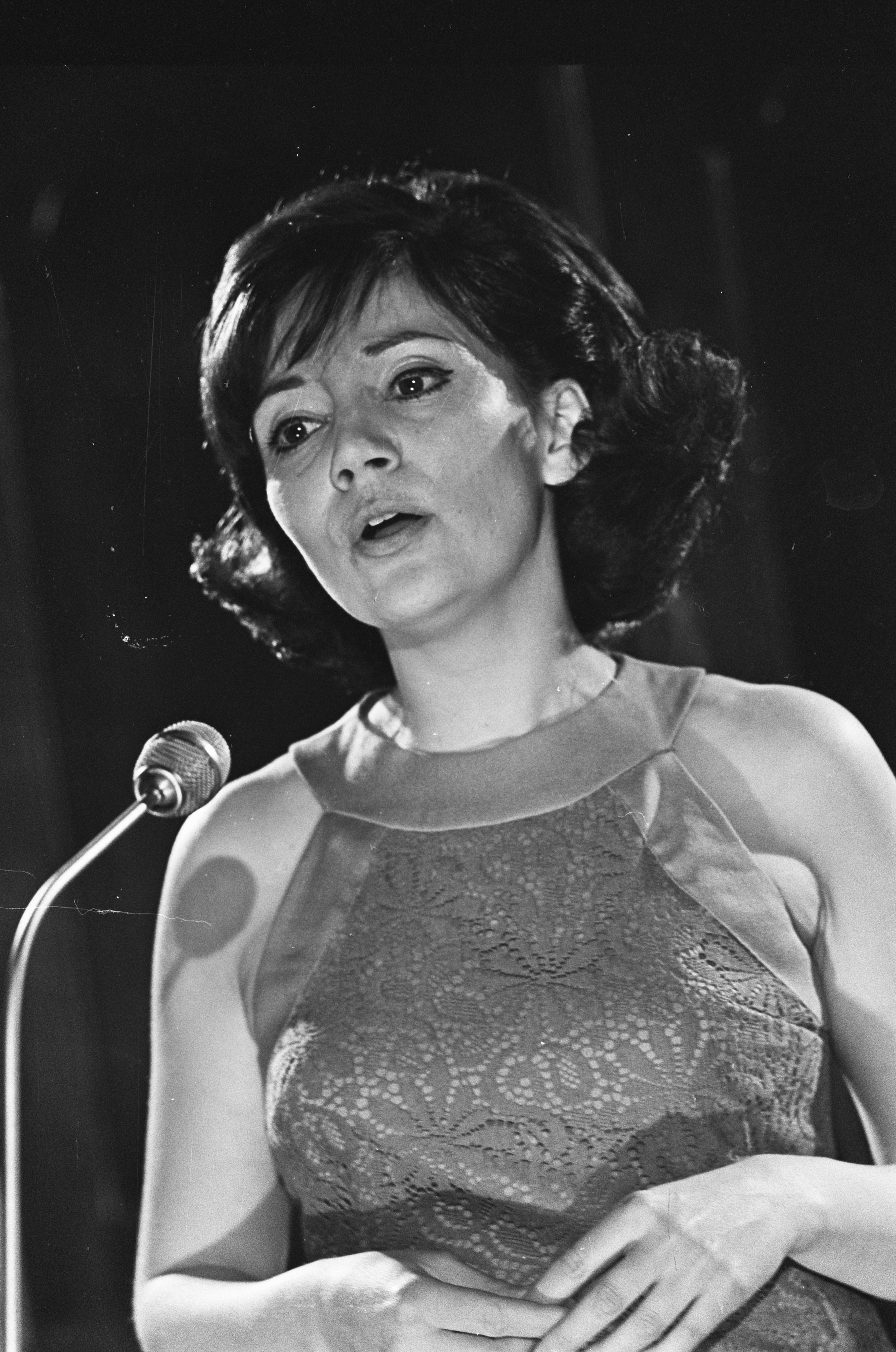
rind cong

Le titre s'inscrit dans la tradition des chansons onomatopéiques à l'Eurovision, comme les chansons vainqueurs Ding-a-dong, Diggi-Loo Diggi-Ley, La, la, la, Boom Bang-a-Bang ou A-Ba-Ni-Bi.

## À l'Eurovision

### Sélection
La chanson est sélectionnée le 22 février 1967 par la NTS au moyen du Nationaal Songfestival 1967 pour représenter les Pays-Bas au Concours Eurovision de la chanson 1967 le 8 avril à Vienne, en Autriche.

### À Vienne
La chanson est intégralement interprétée en néerlandais, langue officielle des Pays-Bas, comme l'impose la règle entre 1966 et 1972. L'orchestre est dirigé par Dolf van der Linden.
Ring-dinge-ding est la première chanson interprétée lors de la soirée du concours, précédant L'amour est bleu de Vicky Leandros pour le Luxembourg.
À l'issue du vote, elle obtient 2 points, se classant 14e — ex aequo avec Dukkemann de Kirsti Sparboe pour la Norvège et Warum es hunderttausend Sterne gibt de Peter Horten pour l'Autriche — sur 18 chansons,.

## Liste des titres
| A1. | Ring-dinge-ding | Gerrit den Braber (en), Johnny Holshuyzen |  |
| B1. | Zing            | Jan Vuik                                  |  |

## Historique de sortie
| Pays     | Date | Format   | Label   |
| -------- | ---- | -------- | ------- |
| Pays-Bas | 1967 | 45 tours | Philips |